# Danh sách câu lạc bộ bóng đá ở Antigua và Barbuda
Đây là danh sách các câu lạc bộ bóng đá ở Antigua và Barbuda.

## Cingular Wireless Premier Division
- Bassa
- Hoppers
- Parham
- Sap
- Empire
- Villa Lions
- Freemansville
- All Saints United
- Potters
- Liberta

Bản mẫu:Bóng đá Antigua và Barbuda